# Galp Energia
Galp Energia, SGPS, S.A. -  португальська транснаціональна енергетична корпорація зі штаб-квартирою в Лісабоні, Португалія. До складу Galp входить понад 100 компаній, що займаються всіма аспектами постачання нафти та природного газу, розвідкою нафтових родовищ та видобутком нафти, переробкою, торгівлею, логістикою та роздрібною торгівлею, когенерацією та відновлюваною енергетикою. Galp була заснована у 1999 році шляхом злиття компаній Petrogal, Gás de Portugal та Transgás. Станом на 2020 рік це найбільша нафтогазова група в Португалії, яка розподіляє газ і продає бензин.

## Діяльність
Galp Energia, SGPS, S.A. склажається з чотирьох бізнес-підрозділів, які включають в себе: Розвідка та видобуток, Переробка та середня переробка, Комерційний та Відновлювані джерела енергії та Нові бізнеси. Компанія здійснює ці операції через чотири дочірні компанії, серед яких:
- Galp Energia E&P BV та її дочірні компанії займаються розробкою, розвідкою та видобутком нафти і газу та біопалива.
- Petróleos de Portugal - Petrogal, S.A. та її дочірні компанії здійснюють діяльність у сфері переробки та збуту сирої нафти.
- Galp Gas & Power SGPS, S.A. та її дочірні компанії здійснюють діяльність у секторах природного газу, електроенергії та відновлюваних джерел енергії.
- Galp Energia, S.A., компанія, яка управляє та інтегрує корпоративні послуги.

## Суперечності
У 2007 році Європейська комісія оштрафувала Galp на 8,7 млн євро ($12,33 млн) за участь у картелі і координацію цін на бітум в Іспанії разом з трьома іншими компаніями.
У 2016 році іспанський антимонопольний орган Comisión Nacional de los Mercados y la Competencia (CNMC) оштрафував іспанський підрозділ Galp на 400 000 євро ($448 280) за зловживання правами споживачів після того, як з середини 2012 року отримав низку скарг на те, що представники компанії змінили постачальника електроенергії для користувачів на Galp без згоди споживачів.